# Nikolay Nekhoroshev
Nikolai Nikolaevich Nekhoroshev (em russo:  Николай Николаевич Нехорошев; 2 de outubro de 1946 – 18 de outubro de 2008) foi um matemático soviético-russo, especialista em mecânica clássica e sistemas dinâmicos. Suas pesquisas envolveram mecânica hamiltoniana, teoria das perturbações, mecânica celeste, sistemas integráveis, aproximação quasi-clássica e teoria das singularidades. Ele provou, em particular, um resultado de estabilidade na teoria KAM estabelecendo que, sob certas condições, as soluções de sistemas aproximadamente integráveis estão próximas a toros invariantes para tempos exponencialmente longos (Giorgilli 1989).
Nekhoroshev foi professor da Universidade Estatal de Moscou e da Universidade de Milão. Foi palestrante convidado do Congresso Internacional de Matemáticos em Vancouver (1974). 